# Hypocrita meres
Hypocrita meres är en fjärilsart som beskrevs av Druce 1911. Hypocrita meres ingår i släktet Hypocrita och familjen björnspinnare. Inga underarter finns listade i Catalogue of Life.